# Tybalmia
Tybalmia es un género de escarabajos longicornios de la subfamilia Lamiinae. Fue descrito por Carl Gustaf Thomson en 1868.

## Especies
- Tybalmia breuningi Dillon y Dillon, 1952
- Tybalmia caeca Bates, 1872
- Tybalmia diffusa Vlasák y Santos-Silva, 2023
- Tybalmia funeraria Bates, 1880
- Tybalmia ianthe Dillon y Dillon, 1945
- Tybalmia mydas (Lucas in Laporte, 1859)
- Tybalmia pixe Dillon y Dillon, 1945
- Tybalmia pupillata (Pascoe, 1859)